# الاحتلال الروسي لغاليسيا الشرقية (1914-1915)

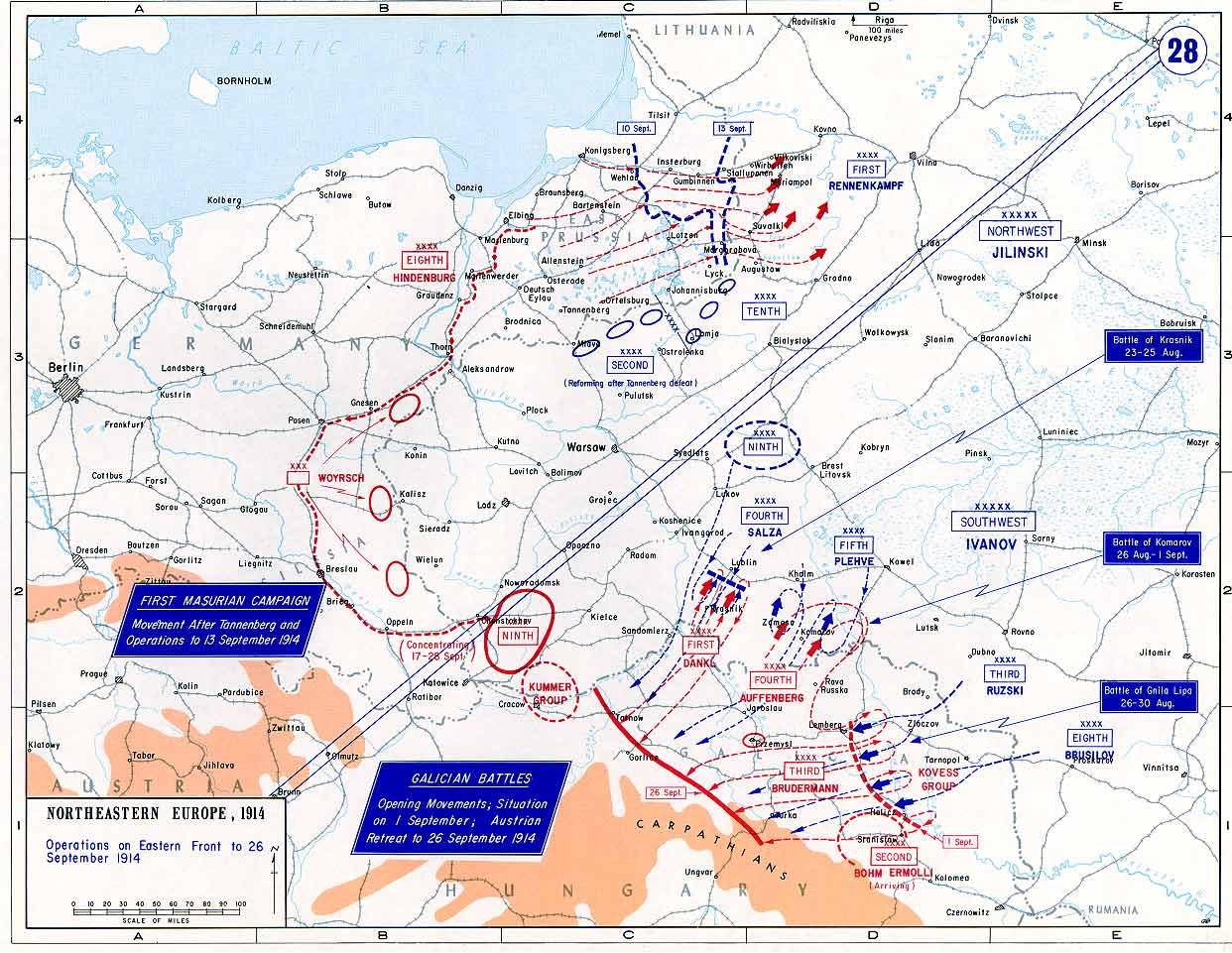

غزا الجيش الإمبراطوري الروسي أراضي الإمبراطورية النمساوية في غاليسيا في 18 أغسطس من عام 1914. هزمت القوات الروسية الجيش النمساوي المجري في 19 أغسطس من ذلك العام، وتقدمت 280-300 كم داخل الأراضي النمساوية واستولت على معظم غاليسيا الشرقية. سقطت لفيف المدينة الرئيسية في أيدي روسيا في 3 سبتمبر من نفس العام. بلغ عدد سكان غاليسيا الشرقية نحو 4.8 مليون نسمة.
شكل الأوكرانيون الكاثوليك اليونانيون نحو 65٪ من سكان غاليسيا الشرقية، بينما شكل البولنديون نحو 22٪ من السكان. وقعت غاليسيا الشرقية التي كانت آخر إقليم سلافي شرقي كبير وآخر جزء تاريخي من دولة العصور الوسطى خقانات روس تحت حكم عائلة رومانوف المالكة. سيطرت الإمبراطورية الروسية على هذه الأراضي وأدارتها منذ سبتمبر من عام 1914 حتى يونيو من عام 1915. اتبع المسؤولون القيصريون سياسة دمج غاليسيا مع الإمبراطورية الروسية طوال فترة احتلالهم لها، مع الترويس القسري للأوكرانيين المحليين، واضطهاد كل من اليهود والكاثوليك البيزنطيين.

## الخلفية
كانت منطقة غاليسيا الشرقية ذات يوم جزءًا لا يتجزأ من دولة العصور الوسطى خقانات روس قبل أن تكون مملكة مستقلة وإمارة (إمارة غاليسيا فولينيا) في عام 1349، ثم حكمتها بولندا من منتصف القرن الرابع عشر حتى عام 1772. أصبحت لاحقًا جزءًا من الإمبراطورية النمساوية بعد تقاسم بولندا الأول في عام 1772 (انظر التقسيم النمساوي). حررت الحكومة النمساوية الفلاحين الأوكرانيين من القنانة، وأدخلت عليها نظامًا تعليميًا بدائيًا، ورفعت مكانة الكهنة الأوكرانيين الكاثوليك بطريقة تجعلهم متساوين مع الكهنة الروم الكاثوليك. ضمنت هذه الإصلاحات ولاء معظم السكان الأوكرانيين للدولة النمساوية. مع إعادة تنظيم الإمبراطورية النمساوية لتصبح الإمبراطورية النمساوية المجرية، بقيت غاليسيا الشرقية تحت سلطة النمسا، واستمرت على هذا الحال حتى انهيار هذه الإمبراطورية بعد الحرب العالمية الأولى.
بلغ عدد سكان غاليسيا الشرقية 4.8 مليون نسمة وفقًا للإحصاء السكاني النمساوي لعام 1900، مقسمين على الشكل التالي: نحو 65٪ أوكرانيين، و22٪ بولنديين، و13٪ يهود. أدى التنافس بين الجماعات الإثنية وبين الفصائل السياسية داخل تلك الجماعات الإثنية إلى تشكيل سياسات الاحتلال للإدارة الروسية.
تمتع البولنديون قبل الحرب العالمية الأولى بسلطة سياسية كبيرة على الرغم من كونهم أقلية، وذلك بسبب هيمنتهم على المقاطعة قبل الحكم النمساوي وقرب احتكار الحكومة المحلية للسلطة. امتلك الأرستقراطيون البولنديون جزءًا كبيرًا من الأراضي، ومثل البولنديون أغلبية السكان في لفيف العاصمة الثقافية وأكبر مدينة في الإقليم.

## الحكم الروسي

### سياسات التعليم
أُغلقت جميع المدارس في غاليسيا الشرقية بشكل مؤقت في منتصف سبتمبر من عام 1914 انتظارًا لإدخال تدريس اللغة الروسية إلى القطاع التعليمي. دعمت الحكومة الروسية بعد ذلك دورات لتعليم اللغة الروسية الخاصة للمعلمين الغاليسيين. وصلت ماريا لوكيفتسكايا سكالون -مؤسسة العديد من المؤسسات التعليمية في سانت بطرسبرغ- إلى غاليسيا للمساعدة في هذا السياق، وذلك من خلال تنظيم دورات لتعليم اللغة الروسية والأدب والتاريخ الروسي. كان ترويس الجمعية الخيرية الغاليسية الروسية للمدارس جزءًا كبيرًا من العمل في هذا المساق. أُنشئت العديد من المنح الدراسية لـ «رفاق روسوفيل» الغاليسيين الذين أرادوا الالتحاق بالجامعات التي تدرس باللغة الروسية.